# الکترید

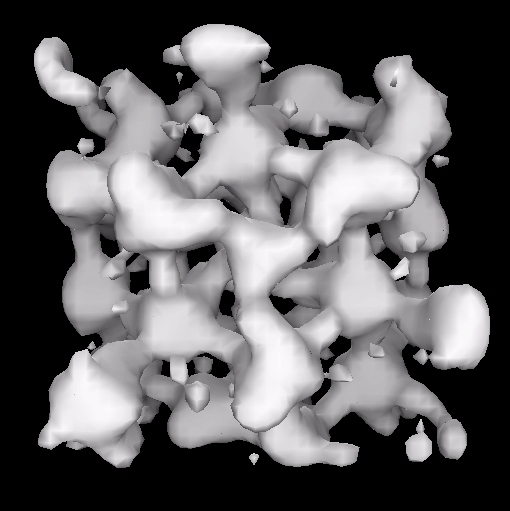
حفره‌ها و کانال‌ها در یک الکترود

الکترید (انگلیسی: Electride)، یک ترکیب یونی است که الکترون در آن یک آنیون است. محلولهای فلزهای قلیایی در آمونیاک نمک الکترید هستند. در مورد سدیم، این محلول‌های آبی از ‎[Na(NH۳)۶]+‎ و الکترون‌های محلول تشکیل شده‌اند:
‎Na + ۶ NH۳ → [Na(NH۳)۶]+,e−‎
کاتیون ‎[Na(NH۳)۶]+‎ یک کمپلکس شیمیایی هشت‌وجهی است.

## نمک‌های جامد
با افزودن یک ماده پیچیده مانند اتر تاجی یا کریپتاند-۲٫۲٫۲ به محلول ‎[Na (crown ether)]+e−‎، فراورده‌هایی مانند ‎[Na(NH۳)۶]+e−‎ یا ‎[Na(2,2،2-crypt)]+e−‎ به‌دست می‌آید. با تبخیر این محلول‌ها نمکی به رنگ آبی-سیاه و دارای ویژگی پارامغناطیسی با فرمول ‎[Na(2,2،2-crypt)]+e−‎ حاصل می‌شود.
بیشتر نمک‌های الکترید جامد، در دمایی بالاتر از ۲۴۰ درجه کلوین (۳۳− درجه سلسیوس) تجزیه می‌شوند، درحالی که ‎[Ca۲۴Al۲۸O۶۴]۴+(e−)۴‎ در دمای اتاق پایدار است. در این نمک‌ها، الکترون بین کاتیون‌ها پراکنده می‌شود. الکتریدها پارامغناطیس و عایق Mott هستند. ویژگی‌های این نمک‌ها تجزیه و تحلیل شده‌اند.

## واکنش
محلول نمک‌های الکتریدی، عامل‌های کاهندهٔ قدرتمندی هستند، همان‌گونه که با استفاده از آن‌ها، کاهش بیرچ اثبات شده‌است. تبخیر این محلول‌های آبی، یک آینهٔ سدیمی به‌وجود می‌آورد. چنین محلول‌هایی به دلیل کاهش الکترون‌های آمونیاک، آرام‌آرام رنگ خود را از دست می‌دهند:
‎۲[Na(NH۳)۶]+e− → ۲NaNH۲ + ۱۰NH۳ + H۲‎
این واکنش توسط فلزهای مختلفی کاتالیز می‌شود. الکترید ‎[Na(NH۳)۶]+e−‎ به‌عنوان واسطه واکنش ایجاد می‌شود.

## عنصر فشار بالا
شواهد نظری، رفتار الکترید در عایق‌بندی شکل‌های پرفشار پتاسیم، سدیم و لیتیم را تأیید می‌کنند. در اینجا الکترون جدا شده با بسته‌بندی کارآمد تثبیت می‌شود، که آنتالپی تحت فشار خارجی را کاهش می‌دهد. الکترید با حداکثر تابع محلی‌سازی الکترون مشخص می‌شود، که الکترید را از متالیزاسیون ناشی از فشار متمایز می‌کند. فازهای الکترید معمولاً نیمه‌رسانا هستند یا رسانایی بسیار کمی دارند و معمولاً با یک پاسخ نوری پیچیده همراه هستند. ترکیبی از سدیم به نام دی سدیم هلید تحت فشار ۱۱۳ گیگاپاسکال ایجاد شده‌است.